# Nur Iskandar
Muhammad Nur Iskandar (sinh ngày 7 tháng 12 năm 1986, ở Jayapura) là một cầu thủ bóng đá người Indonesia hiện tại thi đấu cho Sriwijaya ở Liga 1 ở vị trí tiền đạo.

## Sự nghiệp quốc tế
Nur Iskandar có màn ra mắt quốc tế đầu tiên trước CHDCND Triều Tiên vào ngày 10 tháng 9 năm 2012.
Bàn thắng của Indonesia liệt kê đầu tiên.
| Số lần khoác áo và bàn thắng quốc tế | Số lần khoác áo và bàn thắng quốc tế | Số lần khoác áo và bàn thắng quốc tế                      | Số lần khoác áo và bàn thắng quốc tế | Số lần khoác áo và bàn thắng quốc tế | Số lần khoác áo và bàn thắng quốc tế | Số lần khoác áo và bàn thắng quốc tế |
| #                                    | Thời gian                            | Địa điểm                                                  | Đối thủ                              | Kết quả                              | Giải đấu                             | Bàn thắng                            |
| ------------------------------------ | ------------------------------------ | --------------------------------------------------------- | ------------------------------------ | ------------------------------------ | ------------------------------------ | ------------------------------------ |
| 2012                                 |                                      |                                                           |                                      |                                      |                                      |                                      |
| 1                                    | 10 tháng 9                           | Sân vận động Gelora Bung Karno, Jakarta                   | CHDCND Triều Tiên                    | 0–2                                  | SCTV Cup                             |                                      |
| 2                                    | 15 tháng 9                           | Sân vận động Gelora Bung Tomo, Surabaya                   | Việt Nam                             | 0–0                                  | Giao hữu                             |                                      |
| 3                                    | 26 tháng 9                           | Sân vận động Sultan Hassanal Bolkiah, Bandar Seri Begawan | Brunei                               | 5–0                                  | Giao hữu                             |                                      |
| 2014                                 |                                      |                                                           |                                      |                                      |                                      |                                      |
| 4                                    | 8 September                          | Sân vận động Maguwoharjo, Sleman                          | Yemen                                | 0–0                                  | Giao hữu                             |                                      |

## Danh hiệu

### Câu lạc bộ
Persibo Bojonegoro
- Piala Indonesia (1): 2012

Semen Padang
- Indonesian Community Shield (1): 2013

### Cá nhân
- Indonesia Soccer Championship A Top Assists: 2016